# شو ناكامورا (متزلج فني)
شو ناكامورا (باليابانية: 中村優) هو متزلج فني ياباني، ولد في 7 سبتمبر 1996 في كوشيرو في اليابان.

## وصلات خارجية
- شو ناكامورا على موقع الاتحاد الدولي للتزلج (الإنجليزية)
- شو ناكامورا على موقع أوليمبيديا (الإنجليزية)